# Alfredo Ramírez
Alfredo Ramírez Fernández (* 23. Dezember 1954 in Melilla) ist ein Generalleutnant des Heeres der Spanischen Streitkräfte und war bis September 2017 der Kommandierende General des Eurokorps.

## Militärische Laufbahn

### Ausbildung und erste Verwendungen
Ramírez trat zunächst als Offizieranwärter in die Academia General Militar in Saragossa ein, bevor er ein Studium an der Academia de Ingenieros de Hoyo de Manzanares begann. Nach diesem Studium wurde er 1975 zum Leutnant befördert und wurde in der Brigada de Infantería Ligera Paracaidista (Fallschirmjägerbrigade) eingesetzt. In dieser Brigade bekleidete er verschiedene Positionen und wurde dort bis zum Hauptmann befördert. Danach wurde Ramírez als Ausbilder an der Academia de Ingenieros de Hoyo de Manzanares eingesetzt. Er absolvierte eine Ausbildung als Hubschrauberpilot und wurde danach in das Batallón de Helicópteros de Transporte V versetzt. 

### Dienst als Stabsoffizier
Nach seiner Beförderung zum Major absolvierte Ramírez den Generalstabslehrgang und wurde danach in der Dirección General de Política de Defensa (zuständig für die die Planung und Entwicklung der spanischen Verteidigungspolitik) und anschließend im Generalstab des Heeres eingesetzt. Mit der Beförderung zum Oberstleutnant wurde er ins Hauptquartier des Eurokorps und danach in den Generalstab der Heeresflieger Fuerzas Aeromóviles del Ejército de Tierra versetzt. Nach seiner Beförderung zum Oberst wurde er Kommandeur des Regimiento de Ingenieros (Pionierregiment) in Burgos. Danach wurde Ramírez im Hauptquartier für Informationssysteme, Telekommunikation und technische Hilfe (JCISAT) des spanischen Heeres eingesetzt.

### Dienst als General
Nach seiner Beförderung zum Brigadegeneral wurde Ramírez erneut im Hauptquartier des Eurokorps als stellvertretender Stabschef und später nach seiner Beförderung zum Generalmajor als Stabschef eingesetzt. Nach dem Ende seiner Dienstzeit im Stab des Eurokorps wechselte er in die Direktion für Forschung, Lehre, Organik und Materialien (Dirección de Investigación, Doctrina, Orgánica y Materiales (DIDOM)) des spanischen Heeres innerhalb des Mando de Adiestramiento y Doctrina und wurde mit seiner Beförderung zum Generalleutnant Kommandeur des Mando de Adiestramiento y Doctrina. Ramírez übernahm vom 25. Juni 2015 bis zum 7. September 2017 das Kommando über das Eurokorps.

## Privates
Alfredo Ramírez ist verheiratet und hat drei Kinder.